# Charlie Ray
Charlotte "Charlie" Ray Rosenberg (Nova Iorque, 8 de março de 1992) é uma atriz norte-americana. 

## Biografia
Nascida e criada em Nova York, Charlie estuda dança, jazz, sapateado e balé, desde os três anos de idade. Com uma paixão pela direção e coreografia, logo que ela descobriu como usar uma câmera, começou a fazer filmes e vídeos musicais. No verão de 2002, Charlie foi convidada para participar do grupo de hip-hop KPD. No verão seguinte, ela coreografou e executou números musicais em Chicago na Chilmark Community Center, onde foi imediatamente escalada como "Dorothy" em O Mágico de Oz. 
Charlie é mais conhecida por seu papel como "Rosemary Telesco" no filme ABC do Amor, onde estrelou ao lado de Josh Hutcherson. Ela também fez o papel de "Belinda Holt", uma vítima de uma rede de prostituição de menores, na série Law & Order: Special Victims Unit. Esse episódio estreou em novembro de 2006. Em 2008, Ray interpretou "Sally Bowles" no controverso musical escolar, Cabaret, uma produção que gerou um misto de opiniões negativas.
Agora Charlie está no The Dalton School's no grupo Sweet n' Low. Ray é irmã de Jackson Waite, um cineasta que vive na Califórnia. 

## Filmografia
| Filmes    | Filmes                            | Filmes           | Filmes     |
| Ano       | Título                            | Papel            | Notas      |
| --------- | --------------------------------- | ---------------- | ---------- |
| 2005      | ABC do Amor                       | Rosemary Telesco |            |
| 2006      | Company Town                      | Amanda Shaunessy | Para TV    |
| Televisão |                                   |                  |            |
| Ano       | Título                            | Papel            | Notas      |
| 2006      | Law & Order: Special Victims Unit | Belinda Holt     | 1 episódio |